# Ambition (nave da crociera)
Ambition è una nave da crociera, di proprietà della società Ambassador Cruise Line, costruita nel 1999 a St. Nazaire, in Francia.
Dal 30 ottobre al 28 novembre 2019, presso i cantieri di San Giorgio del Porto a Genova, è stata sottoposta a grandi lavori di ristrutturazione e rifacimento della livrea in seguito al trasferimento della nave alla flotta di AIDA Cruises, compagnia crocieristica parte del gruppo Costa, giungendo a Palma di Maiorca nel pomeriggio del 29 per poi essere battezzata con il nome di AIDAmira il 30 novembre 2019.

## Storia

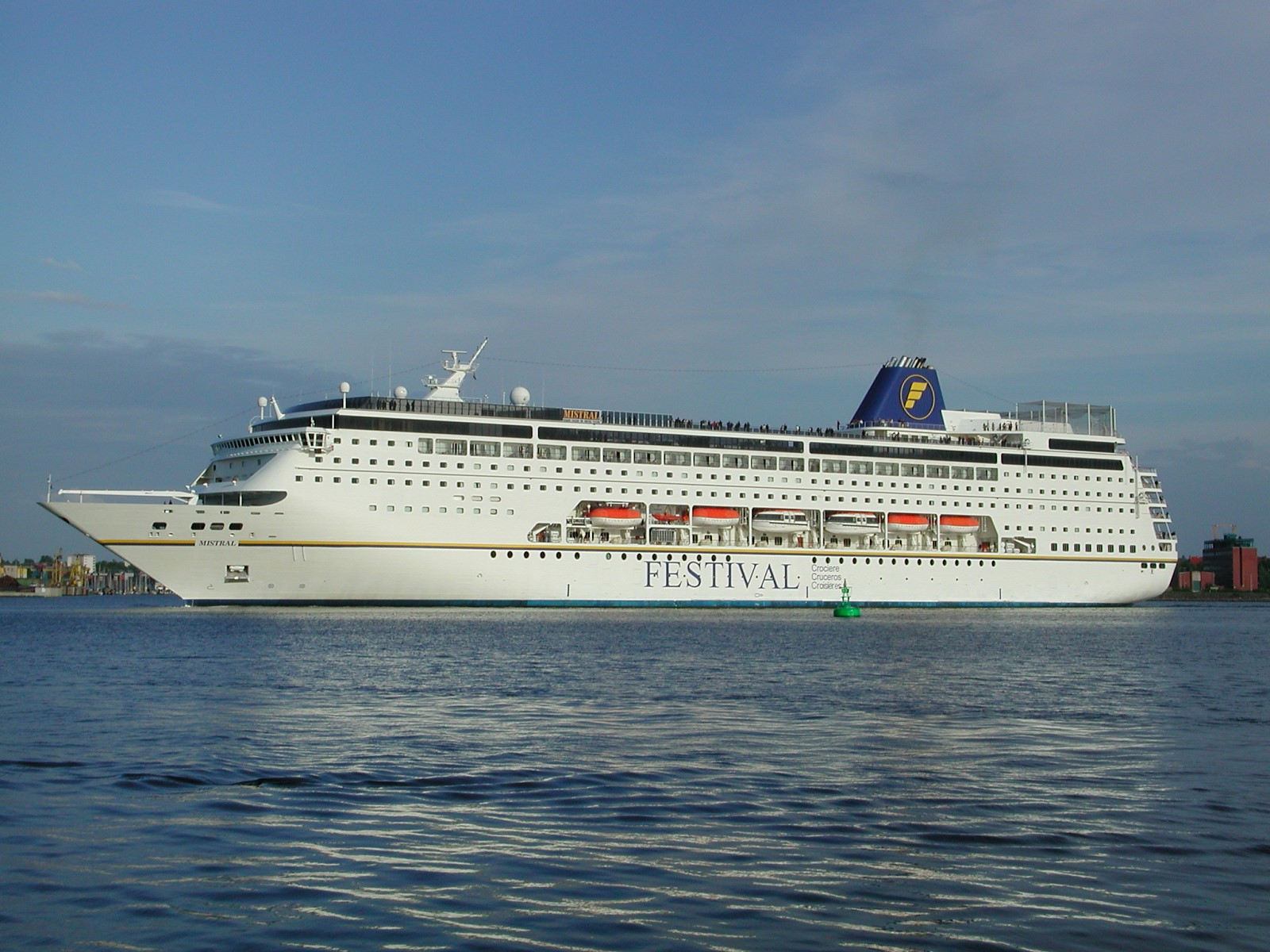
Mistral in servizio per Festival Crociere a Kiel nel 2003.

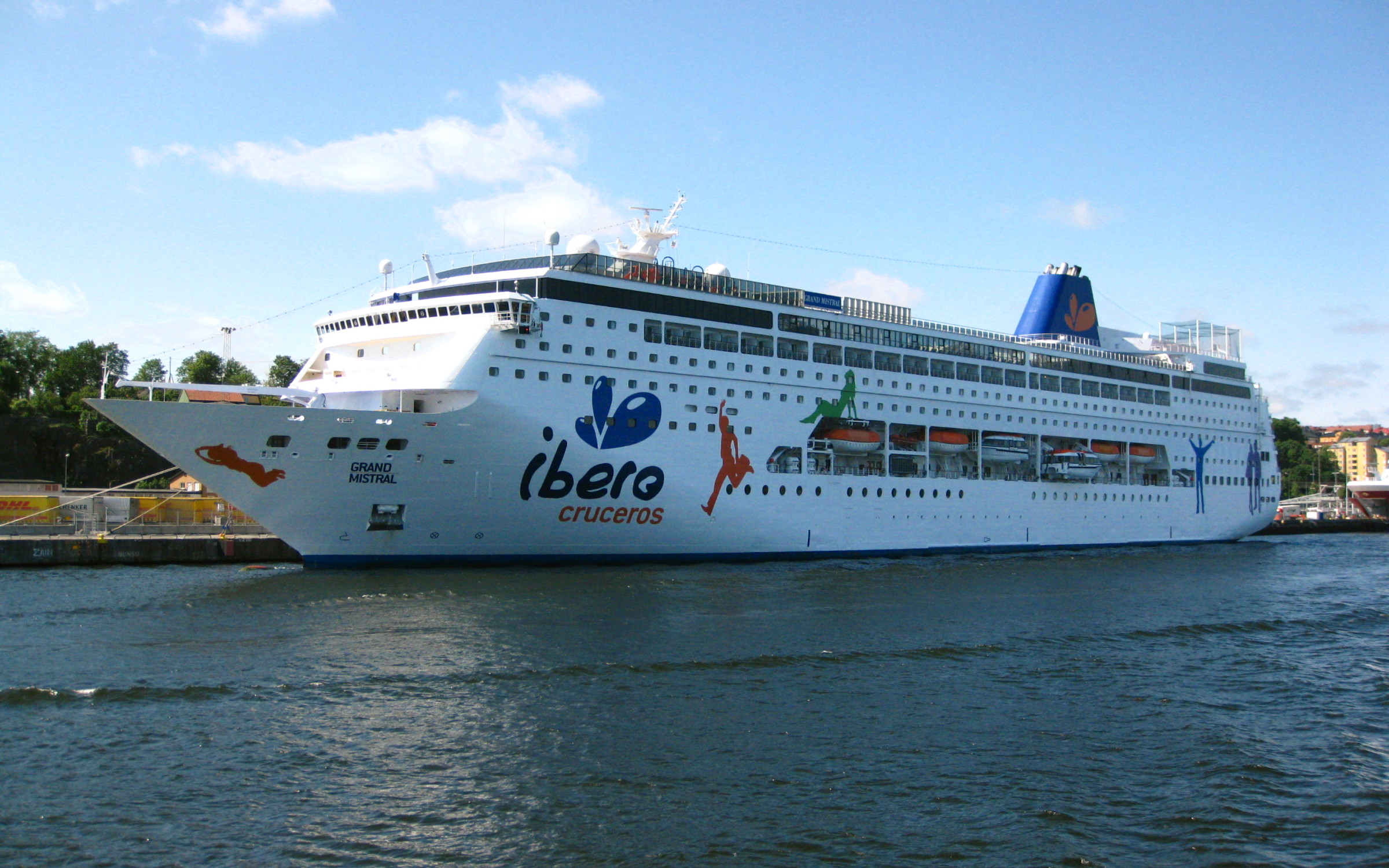
Grand Mistral in servizio per Ibero Cruceros nel 2011.

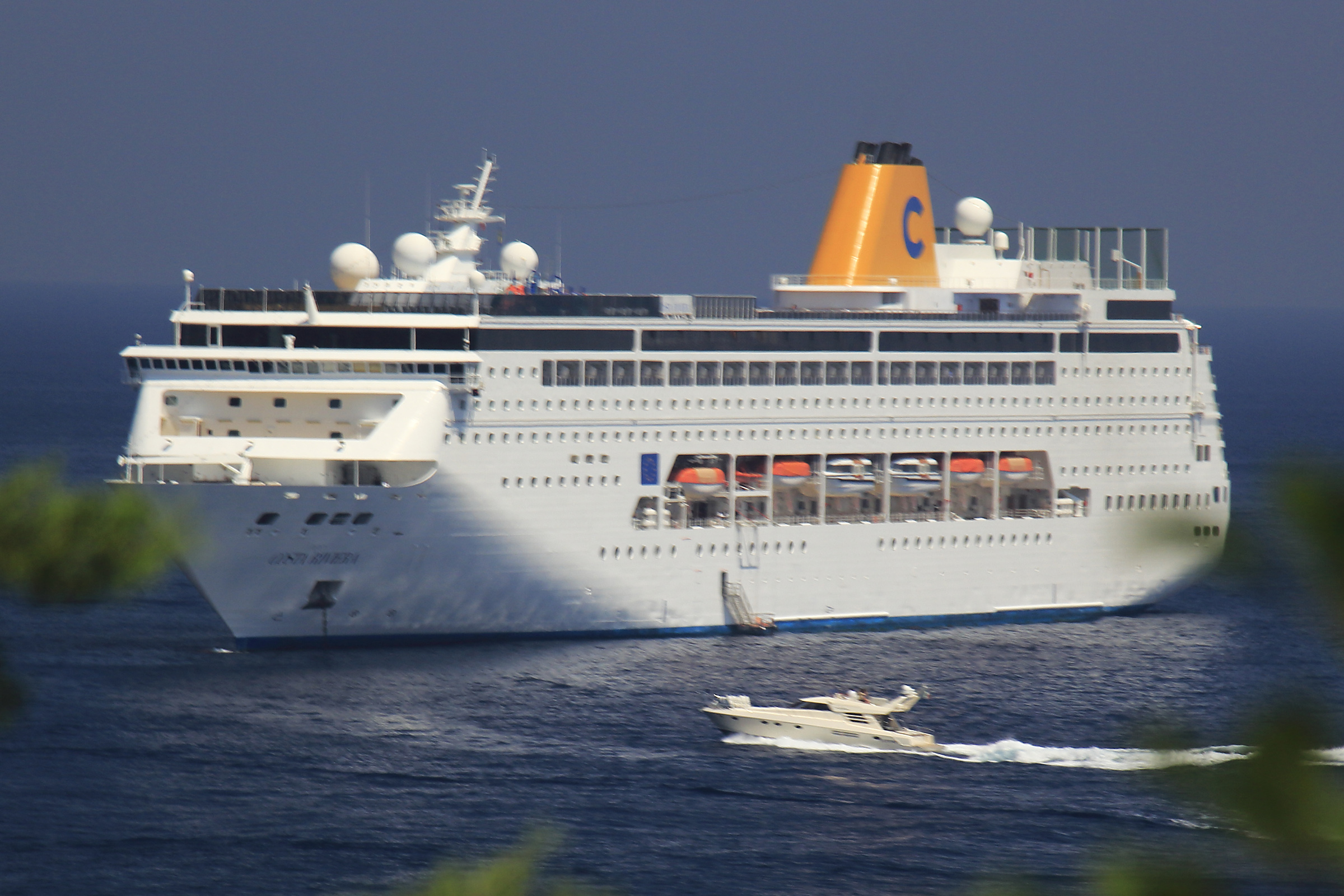
Costa neoRiviera in servizio per Costa Crociere a Capri nel 2014.

Festival Crociere, compagnia di navigazione italo-greca, nel 1999 realizzò la sua prima nuova nave, Mistral, che fu costruita dai Chantiers de l'Atlantique in Francia. La sua crociera inaugurale iniziò il 17 luglio 1999, da Venezia verso le isole greche.
In seguito al fallimento di Festival Crociere nel 2004 la maggior parte della sua flotta fu venduta, inclusa la Mistral che fu venduta alla Viajes Iberojet e venne ribattezzata Grand Mistral. Nel 2007 Viajes Iberojet venne venduta alla Carnival Corporation & plc, sotto il controllo esecutivo di Costa Crociere e contestualmente ribattezzata Ibero Cruceros, l'anno successivo la Grand Mistral ricevette la nuova livrea della Ibero Cruceros continuando a navigare per la medesima compagnia.
Nel 2013, Costa Crociere annunciò il trasferimento di Grand Mistral a fine 2013 e la cancellazione della stagione invernale 2013/2014, rimborsando i passeggeri che avevano prenotato le sue future crociere con la vecchia compagnia.
Grand Mistral uscì dalla flotta Ibero Cruceros nel novembre 2013, trasferita a Costa Crociere fu ribattezzata Costa neoRiviera venendole assegnate nuove rotte. I suoi itinerari includeranno più soste notturne e insolite nei porti come parte del nuovo progetto di Costa chiamato "neoCollection" per le sue navi più piccole. Costa Crociere investì 10 milioni di euro nel riammodernamento di Costa neoRiviera e nella manutenzione di Costa neoClassica e Costa Voyager. Con i suoi 48.200 tsl, Costa NeoRiviera era la più piccola (per stazza) delle navi che componevano la flotta di Costa Crociere.
Il 25 maggio 2018 è stato annunciato che la nave sarà trasferirà ad AIDA Cruises con il nome AIDAmira per far parte della flotta selezionata per fare crociere esotiche.
Il 25 settembre 2019 viene annunciato che la nave prima di unirsi alla flotta AIDA subirà un rimodernamento nel cantiere San Giorgio del Porto a Genova della durata di circa un mese, per un investimento del valore di 50 milioni di euro. Costa neoRiviera ha concluso la sua ultima crociera il 29 ottobre 2019 a Savona. Il giorno successivo la nave arriverà a Genova per iniziare i lavori, che dureranno sino al 28 novembre. Al termine delle operazioni la nave arriverà a Palma di Maiorca il 29 novembre per essere ribattezzata. La sua crociera inaugurale iniziò il 4 dicembre 2019 da Palma di Maiorca.
Passerà alla compagnia Ambassador Cruise Line.

## Caratteristiche
La nave dispone di 624 cabine totali ad uso dei passeggeri, di cui: 94 suite, 4 panoramiche con balcone privato e 6 gran suite con balcone privato, 3 ristoranti di cui un buffet rosticceria e pizzeria, 6 bar, un centro benessere: palestra, sale trattamenti e massaggi, sauna, bagno turco, solarium, 1 piscina, 2 vasche idromassaggio, campo polisportivo, percorso jogging esterno, 1 piscina spa all'aperto, un teatro su due piani, casinò, discoteca, punto internet, sala carte, biblioteca, 2 gallerie di negozi, negozio foto e Squok Club (struttura dedicata ai bambini).